# Siedem narzeczonych dla siedmiu braci
Siedem narzeczonych dla siedmiu braci (ang. Seven Brides for Seven Brothers) – amerykański musical nakręcony w 1954 roku przez Stanleya Donena, z muzyką Saula Chaplina i Gene’a de Paula do słów Johnny’ego Mercera. Film został nominowany do Oscara w kategorii Najlepszy Film.

## Obsada
Bracia i ich narzeczone:
- Howard Keel jako Adam i Jane Powell jako Milly
- Jeff Richards jako Benjamin i Julie Newmar jako Dorcas
- Matt Mattox jako Caleb i Ruta Lee jako Ruth
- Marc Platt jako Daniel i Norma Doggett jako Martha
- Jacques d’Amboise jako Ephraim i Virginia Gibson jako Liza
- Tommy Rall jako Frank i Betty Carr jako Sarah
- Russ Tamblyn jako Gideon i Nancy Kilgas jako Alice

## Nagrody i nominacje
Oscary za rok 1954
- Najlepsza muzyka w musicalu (adaptowana) – Adolph Deutsch, Saul Chaplin
- Najlepszy film – Jack Cummings (nominacja)
- Najlepszy scenariusz – Albert Hackett, Frances Goodrich, Dorothy Kingsley (nominacja)
- Najlepsze zdjęcia – film kolorowy – George J. Folsey (nominacja)
- Najlepszy montaż – Ralph E. Winters (nominacja)

Nagrody BAFTA 1954
- Najlepszy film z jakiegokolwiek źródła (nominacja)

Nagroda Satelita 2005
- Najlepsze wydanie DVD filmu dla młodych widzów (nominacja)